# Marcel Lihau
Marcel Antoine Lihau ou Ebua Libana la Molengo Lihau (Bumba, 29 de setembro de 1931 – Boston, 9 de abril de 1999) foi um jurista, professor de direito e político congolês, primeiro a ocupar o cargo de presidente do Supremo Tribunal de Justiça do Congo entre 1968 a 1975, e que esteve envolvido na criação de duas constituições para a República Democrática do Congo.
Lihau frequentou a Universidade Católica de Lovaina, na Bélgica, com a ajuda de educadores jesuítas que lhe eram simpáticos, tornando-se um dos primeiros congoleses a estudar direito. Enquanto estava lá, encorajou os políticos congoleses a formarem uma aliança que lhes permitisse garantir a independência do Congo da Bélgica. Ele trabalhou brevemente como oficial de justiça e negociador para o governo central congolês antes de ser nomeado líder de uma comissão para redigir uma constituição nacional permanente. Posteriormente, foi nomeado reitor da faculdade de direito da Universidade de Lovanium em 1963. No ano seguinte, ajudou a entregar a Constituição de Luluabourg aos congoleses, que foi adotada por referendo.
Em 1965, Joseph-Desiré Mobutu assumiu o controle total do país e designou Lihau para produzir uma nova constituição. Três anos depois, Lihau foi nomeado primeiro presidente do novo Supremo Tribunal de Justiça do Congo. O jurista manteve o cargo, defendendo a independência judicial, até 1975, quando se recusou a impor uma sentença severa aos manifestantes estudantis. Lihau foi sumariamente destituído de seu cargo por Mobutu e colocado em prisão domiciliar. Tornando-se cada vez mais contrário ao governo, ajudou a fundar a Union pour la Démocratie et le Progrès Social, voltada para a reforma. Mobutu respondeu suspendendo seus direitos e banindo-o para uma aldeia rural. Com a saúde em declínio, buscou refúgio da perseguição política nos Estados Unidos em 1985, aceitando um emprego como professor de direito constitucional na Universidade de Harvard. Ele continuou a defender a democracia no Congo e voltou ao país em 1990 para discutir a reforma política. Posteriormente, buscou tratamento médico de volta aos Estados Unidos, onde morreu em 1999.

## Primeiros anos e educação

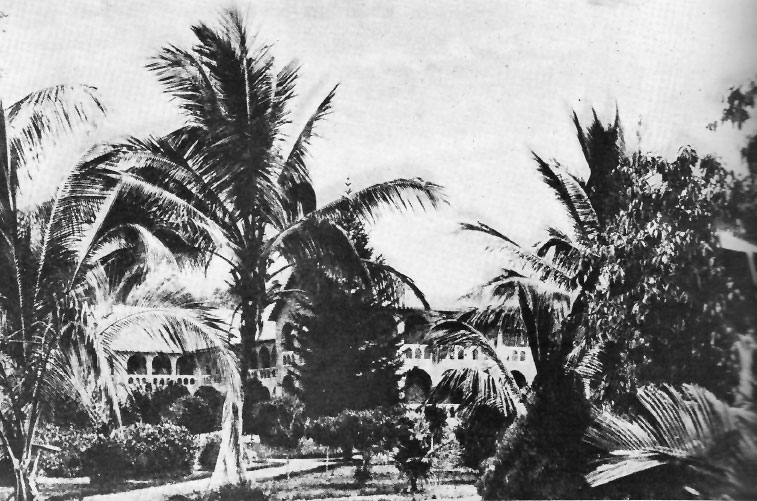
Missão jesuíta em Kisantu, onde Lihau recebeu parte de sua educação superior.

Marcel Lihau nasceu em 29 de setembro de 1931 em Bumba, província do Equador, no território do Congo Belga, sendo o mais velho de oito filhos. Após concluir seus estudos na escola secundária do seminário de Bolongo, frequentou o Centro Universitário Jesuíta em Kisantu, graduando-se na divisão de ciências administrativas da escola. Um dos professores de Lihau, o sociólogo Willy De Craemer, resolveu ajudá-lo a se matricular na Universidade Católica de Lovaina, na Bélgica, uma escola praticamente indisponível para congoleses. Para fazer isso, De Craemer o ensinou latim, grego e flamengo para que pudesse fazer o vestibular do Júri Central. Lihau passou no teste com nota alta e foi admitido na universidade. Como era seu objetivo estudar direito (não permitido aos estudantes congoleses na época), De Craemer e vários educadores jesuítas que lhe eram simpáticos providenciaram para que Lihau tivesse as aulas necessárias sob a cobertura do estudo de filologia romana. Ele também estudou economia e filosofia. Durante seus estudos, ficou com a família de um ex-diretor da Rádio Léopoldville, Karel Theunissen. Lihau atuou como presidente do pequeno grêmio de estudantes congoleses, ruandeses e burundeses na Bélgica: Association Générale des Étudiants Congolais en Belgique (AGEC).
Em 1958, foi realizada uma conferência de missionários belgas para discutir a expansão da educação terciária no Congo. Como orador convidado, Lihau encorajou o clero belga a juntar-se ao lado dos activistas congoleses e a abandonar o que chamou de uma atitude de "paternalismo clerical". Em 1962, depois de passar um tempo no Congo, Lihau voltou a Louvain para completar seus estudos. Naquele ano, as restrições ao ensino congolês foram afrouxadas e Lihau tornou-se um estudante de direito com doutorado em filosofia. Em janeiro seguinte, tornou-se um dos primeiros congoleses a receber um diploma de direito, conquistando-o com distinção.

## Carreira política

### Atividades iniciais
Na véspera da Mesa Redonda Belgo-Congolesa de Bruxelas em janeiro de 1960, Lihau aconselhou as delegações políticas congolesas a formar uma "Front Commun". Eles o fizeram, e a decisão fortaleceu significativamente sua posição de barganha com o governo belga. Lihau participou da parte política da conferência como observador em nome da AGEC. Durante sua estadia, apresentou dois trabalhos compilados pela AGEC. O primeiro, intitulado "O Congo antes da independência", levou o presidente da conferência a criar uma comissão para discutir o futuro das instituições políticas do Congo e outra para tratar das próximas eleições. O segundo artigo, intitulado "A organização política interna do Congo", comparou os méritos do federalismo e do unitarismo, e propôs que os congoleses adotassem um sistema ou outro para garantir a integridade futura de seu país. Antes da dissolução da conferência, o Front Commun aceitou a oferta da independência da "República do Congo" em 30 de junho de 1960. Em abril e maio, Lihau participou da conferência que abordou a transição econômica planejada do Congo.

### Atuação no Poder Judiciário

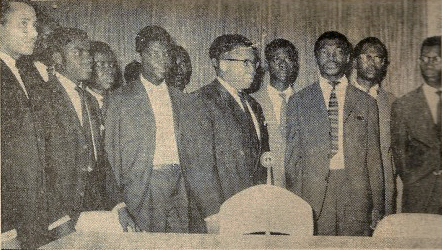
Lihau (centro-esquerda) com o Presidente Kasa-Vubu e o Colégio de Comissários.

Logo após a independência, um motim generalizado no exército e a secessão de várias províncias resultaram em uma crise interna. Em agosto, Lihau se reuniu com um funcionário da ONU, em Nova Iorque, que o encorajou a disseminar apoio a uma reconciliação entre o governo central e as autoridades secessionistas do "Estado do Catanga". O presidente Joseph Kasa-Vubu demitiu o primeiro-ministro Patrice Lumumba em setembro de 1960, mas este se recusou a deixar o cargo, criando um impasse político. Em resposta, o coronel Joseph-Desiré Mobutu lançou um golpe, esvaziando o sistema parlamentar. Em 20 de setembro, anunciou a formação do "Colégio dos Comissários-Gerais", um governo formado por estudantes universitários e graduados. Lihau foi nomeado Comissário-Geral da Justiça. O colégio foi dissolvido em 9 fevereiro e substituído por um novo governo sob o primeiro-ministro Joseph Iléo. Lihau foi nomeado Secretário de Estado da Justiça. Durante esse tempo, frequentemente trabalhou com conselheiros belgas.
Lihau viajou para Catanga em novembro de 1960 para negociar com os líderes rebeldes da província. Ele ajudou na organização e, posteriormente, participou da Conferência de Léopoldville em janeiro de 1961 para discutir a acomodação política e a reforma. Também participou da Conferência de Tananarive em março, e da Conferência de Coquilhatville no mês seguinte, em nome de Iléo, para tentar uma reconciliação entre as facções dissidentes no Congo. Como resultado da última conferência, Iléo criou uma comissão para preparar uma nova constituição para o Congo e escolheu Lihau para presidi-la. Lihau desempenhou um papel fundamental no processo de redação daquele ponto em diante. Em junho, juntou-se a Cyrille Adoula e Jean Bolikango na negociação com os representantes do governo de Stanleyville. Suas reuniões continuaram em julho e resultaram na reconvocação do Parlamento e no governo de Stanleyville concordando em se desfazer. Em 2 de agosto, o governo de Iléo foi substituído por um novo governo de Adoula. Em janeiro de 1963, Lihau foi contratado para ser professor e reitor da faculdade de direito da Universidade de Lovanium (mais tarde, intitulado Universidade Nacional do Zaire). Ademais, encorajou seus alunos a adotar uma abordagem constitucionalista da lei.
Em 27 de novembro de 1963, o presidente Kasa-Vubu anunciou a formação de uma nova "Comissão Constitucional". A comissão se reuniu em 10 de janeiro de 1964 em Luluabourg, com Lihau atuando como seu secretário. Um rascunho foi concluído em 11 de abril, mas sua apresentação ao público foi adiada porque o governo de Kasa-Vubu e a comissão debatiam sobre qual facção detinha a prerrogativa de fazer revisões. Kasa-Vubu acabou cedendo e a constituição foi submetida para ratificação ao eleitorado congolês no final de junho. A "Constituição de Luluabourg", como era conhecida, foi aceita com 80% de aprovação. Em 26 de julho, Lihau foi nomeado membro da seção congolesa da Comissão Internacional de Juristas. Em 1965, outro período de paralisia do governo levou Mobutu a assumir o controle total do país. Ele solicitou que Lihau redigisse uma nova Constituição, que foi adotada em 24 de junho de 1967.
Em 14 de agosto de 1968, Lihau foi nomeado primeiro presidente do novo Supremo Tribunal de Justiça do Congo. Ele foi oficialmente empossado no cargo em 23 de novembro. No seu discurso inaugural, Lihau solicitou "o escrupuloso respeito de todas as autoridades da República ao estatuto da magistratura garantindo a independência no exercício das suas funções." Dois anos depois, tornou-se editor da nova revista jurídica La Revue Congolaise de Droit e também atuou como delegado geral do Office Nationale de la Recherche et du Developpement para sua divisão de pesquisas jurídicas, políticas e sociais. Marcel Lihau logo adotou o nome Ebua Libana la Molengo Lihau, de acordo com a africanização encorajada com a política Authenticité, de Mobutu. Como juiz, acreditava que o termo "lei" aplicava-se "não apenas aos atos legislativos, mas também aos atos regulamentares que pelo menos não são ilegais, bem como aos tratados internacionais e acordos ratificados".
Em 1971, Lihau foi empossado no comitê executivo do partido sancionado pelo estado, Mouvement Populaire de la Révolution (MPR). Três anos depois, foi nomeado comissário de seu departamento político. Naquele ano, foi promulgada uma nova constituição que concentrava a autoridade do governo em Mobutu como presidente. Lihau apoiou a independência do judiciário e, apesar da centralização de Mobutu, interpretou o documento como apenas velando essa autonomia, não a eliminando. Também explicou que as referências da constituição ao "Conselho Judicial" (uma seção do MPR) no lugar do termo anterior "Poder Judicial" foram, embora ofuscantes, feitas apenas por razões políticas e não significaram nenhuma mudança real. Lihau supôs: "[A]s atribuições dos tribunais e cortes permaneceram as mesmas do passado, mesmo que o espírito em que eles declaram a lei seja necessariamente diferente." No entanto, essa interpretação era contrária aos ideais de Mobutu. Em junho de 1975, Lihau recusou-se a aplicar uma sentença severa contra manifestantes estudantis. Posteriormente, foi demitido da Suprema Corte, impugnado de seu cargo de professor e colocado em prisão domiciliar.

### Oposição a Mobutu

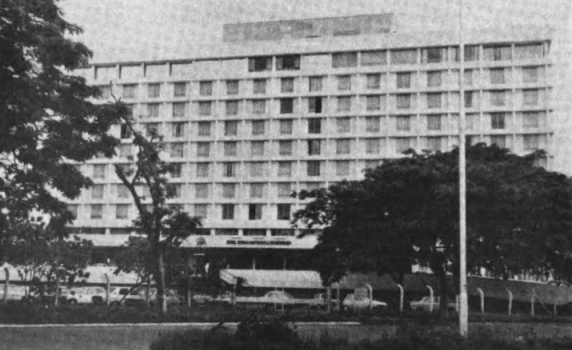
Lihau juntou-se aos deputados da oposição ao interromper uma reunião do governo no Hotel InterContinental (foto) em 1983.

Em 1980, treze membros do Parlamento publicaram uma carta criticando o regime de Mobutu e foram presos por "traição agravada". Lihau testemunhou em seu nome durante o julgamento que se seguiu. Dois anos depois, juntou-se a eles na fundação da Union pour la Démocratie et le Progrès Social (UDPS) como um partido de oposição a Mobutu; Lihau logo se tornou o novo presidente do partido. Mobutu ficou particularmente perturbado com a adesão de Lihau ao partido, pois, como nativo da província do Equador, aumentou a diversidade geográfica da organização e, portanto, sua influência política. Em retaliação, Mobutu o encarcerou, suspendeu seus direitos, confiscou seus bens pessoais e, por fim, o baniu para a aldeia de Yamake, na província do Equador. Em agosto de 1983, Lihau juntou-se a vários de seus colegas na tentativa de interromper uma reunião entre funcionários do governo e congressistas dos Estados Unidos no Hotel InterContinental, em Quinxassa, enquanto usavam ternos e gravatas ocidentais (até então proibidos por Mobutu). Uma luta violenta entre os membros da UDPS e a polícia de segurança de Mobutu ocorreu à vista da delegação americana e recebeu grande atenção da mídia nos Estados Unidos.
Em 1985, a saúde de Lihau havia piorado e, em decorrência disso, estava tentando buscar asilo político no exterior. Seu pedido às autoridades belgas foi recusado. A Universidade de Harvard o convidou para se tornar um pesquisador visitante em seu campus nos Estados Unidos. David Heaps, presidente do conselho da Human Rights Internet, convenceu Mobutu a autorizar Lihau a deixar o país. Posteriormente, recebeu asilo político nos Estados Unidos e mudou-se para Cambridge, cidade de Massachusetts, para se tornar professor de direito constitucional em Harvard. Enquanto isso, no Congo, Mobutu perseguia a liderança da UDPS, tornando quase impossível para o presidente do partido, Étienne Tshisekedi, participar de atividades políticas. No início de 1988, uma dúzia de executivos do partido viajou para Boston e convenceu Lihau a assumir a presidência da UDPS.  No ano seguinte, Lihau fundou uma conferência política com o objetivo de democratizar o Congo.

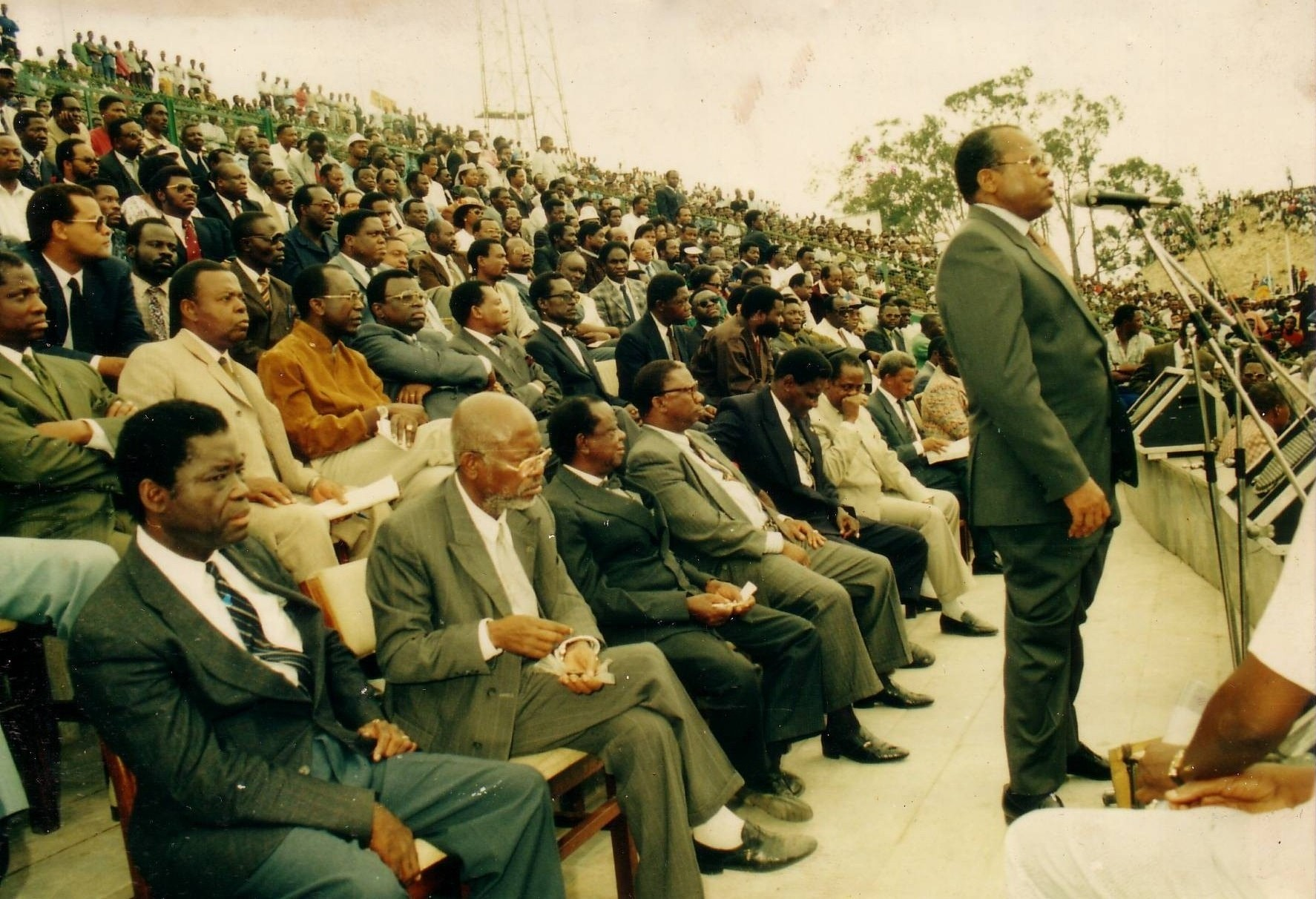
Primeira reunião da Union Sacrée de l'Opposition Radicale, em Quinxassa, 1991. Lihau está sentado na primeira cadeira da primeira fila.

Em abril de 1990, Mobutu anunciou que acomodaria a política multipartidária. Lihau, que na altura presidia a um encontro de políticos exilados em Bruxelas, exigiu que antes do regresso de elementos da oposição ao país, o governo de Mobutu garantisse a tolerância de um verdadeiro multipartidarismo, concordasse em organizar uma mesa redonda para a reconciliação política, e começar a desmantelar as forças de segurança do estado. Em 22 de maio, visitou o Departamento de Estado dos Estados Unidos em Washington D. C. Lihau voltou ao Congo e tornou-se um dos quatro diretores da UDPS sob um modelo de liderança reformado. A UDPS então entrou em uma coalizão com outros grupos de oposição para formar a Union Sacrée de l'Opposition, e atuou no conselho dirigente do sindicato.
Lihau juntou-se à UDPS ao endossar a formação de uma "Conference Nationale Souveraine" para discutir a reforma política no país. Uma equipe foi convocada, mas ele protestou contra o grande número de delegados convocados por Mobutu para participar, acusando-o de tentar aparelhar a representação a seu favor. Ao longo da existência da conferência, Lihau presidiu sua comissão constitucional. Em um ponto durante a conferência, denunciou o que via como um domínio da etnia Baluba no UDPS e se juntou à Alliance des Bangala (ALIBA), um partido com apoio financeiro de Mobutu que promovia políticos do Equador. Eventualmente, a comissão constitucional produziu um projeto de recomendação de um sistema federal que pretendia manter a integridade nacional do Congo, respeitando sua diversidade. A conferência foi dissolvida em dezembro de 1992, revigorando fortemente o pensamento democrático no país, mas falhando em promover uma mudança institucional significativa. Lihau voltou aos Estados Unidos para receber tratamento médico.
Em junho de 1993, Lihau fez um discurso na televisão e no rádio, denunciando o domínio étnico kasaiano da UDPS e a liderança de Tshisekedi. A UDPS então o rotulou de "traidor" por sua associação com o ALIBA e anunciou que interpretou suas declarações como uma renúncia ao partido. Os kasaianos próximos a Tshisekedi ficaram furiosos com os comentários de Lihau e consideraram assassiná-lo e culpar Mobutu e o primeiro-ministro Faustin Birindwa.

## Vida pessoal e morte
Como todo homem, Marcel Lihau cometeu erros (...) No entanto, apesar desses momentos de fraqueza, manteve-se firme para não sentir saudades do partido pelo qual dedicou-se ao longo de sua vida. Seremos sempre gratos (...) Que esta memória de gentileza, honestidade e integridade deixada por Marcel Lihau perdure para sempre!

Declaração oficial da UDPS sobre a morte de Lihau (traduzido do francês).
Lihau se casou com a futura política Sophie Kanza em 26 de dezembro de 1964. O casal teve seis filhas: Elisabeth, Anne, Irene, Catherine, Rachel e Sophie. Posteriormente, ambos se separaram no final dos anos 1970, e Lihau viu pouco de sua família durante seus anos nos Estados Unidos. Mais tarde na vida de Lihau, um jovem político chamado Jean-Pierre Kalokola afirmou ser seu filho ilegítimo. Em resposta, Lihau abriu um processo bem-sucedido contra ele. Após a morte de Lihau, Kalokola adotou legalmente seu sobrenome. As filhas de Lihau denunciaram a ação como uma manobra de Kalokola para promover sua própria carreira política. Em 2019, o deputado nacional Dismas Mangbengu declarou que Kalokola não era filho de Lihau, e Kalokola respondeu ameaçando processar Mangbengu. A família Lihau emitiu um comunicado solicitando a Mangbengu que não se envolvesse em um assunto familiar privado.
Lihau morreu em 9 de abril de 1999 em Boston, sete dias após a morte de sua esposa em Quinxassa. Seu corpo foi inicialmente enterrado em um cemitério em Boston antes de ser exumado e sepultado em Gombe, Quinxassa, em 12 de maio. A família de Lihau nunca solicitou uma autópsia. Em 2001, Kalokola, ostensivamente em nome da família Lihau, apresentou uma queixa-crime contra pessoas desconhecidas ao Procurador-Geral de Quinxassa, alegando que Lihau havia sido assassinado. Ele baseou sua afirmação em uma visita estranha que Lihau supostamente teve com alguém no dia seguinte à morte de sua esposa e em sinais incomuns que foram observados no corpo de Lihau quando foi levado para Quinxassa.
John Dickie e Alan Rake descreveram Lihau como "reservado e pouco comunicativo", mas possuidor de uma "excelente mente jurídica". De acordo com o diplomata Jean-Claude N. Mbwankiem, ele foi "um dos melhores constitucionalistas que o [Congo] já conheceu". Em 2009, uma cerimônia foi realizada em memória de Lihau em Quinxassa, durante a qual um tribunal foi inaugurado em seu nome. Três das filhas de Lihau e Kanza organizaram uma missa de ação de graças em homenagem a seus pais em Gombe em 28 de março de 2015. Vários políticos proeminentes estiveram presentes na cerimónia, incluindo Léon Kengo wa Dondo e José Endundo Bononge.